# 川崎市立幸高等学校
川崎市立幸高等学校（かわさきしりつさいわいこうとうがっこう）は、神奈川県川崎市幸区に所在している市立の高等学校。
2017年（平成29年）4月1日から、川崎市立商業高等学校から現在の校名に改称し、同年の入学生から普通科を設置し、普通科3クラス、ビジネス教養科3クラスになっている。

## 概要
川崎市が設置する高等学校で、唯一商業に関する学科を有する高等学校である。
オーストラリアのコロハイスクールと提携をしており、ビジネス教養科の希望者は、2年次の夏休みを利用して、2週間程のホームステイを実施し、短期留学ができる。

## 沿革
- 1925年 - 橘樹郡田島町に商工実務学校を設立
- 1935年 - 川崎市立実務女学校に改称
- 1942年 - 川崎市立女子商業学校に改称
- 1948年 - 他4校と合併し、川崎市立商業高等学校に改称
- 1949年 - 川崎市立川崎高等学校と合併
- 1953年 - 川崎市立川崎高等学校の商業科を分離独立、仮校舎開校および川崎市立商業高等学校設置
- 1956年 - 本校舎が落成、移転
- 1962年 - 体育館落成
- 1965年 - 鉄筋4階建特別教室棟完成
- 1986年 - 校舎全面改築落成、新校舎に移転
- 1987年 - 情報処理科新設（2クラス）
- 1994年 - 国際ビジネス科新設（1クラス）
- 2010年 - 商業科、情報処理科および国際ビジネス科を統合し、ビジネス教養科（6クラス）を設置
- 2017年 - 普通科新設（2クラス）、川崎市立幸高等学校に改称

## 設置課程
- 全日制の課程
  - ビジネス教養科
  - 普通科

## 交通
- JR東日本南武線矢向駅 徒歩15分
- 川崎鶴見臨港バス 川60系統 「幸高校前」下車徒歩1分
- 川崎市交通局 川66系統・川83系統 「幸高校前」下車徒歩1分

## 学園祭
- 川商祭と呼ばれていたが、校名変更により商幸祭に変更された。

## 地域との関わり
- 川崎市立高等学校合同芸術祭

毎年1月 - 2月頃に、川崎市立の高等学校（川崎、幸、川崎総合科学、橘、高津）が合同で行っている作品展示・吹奏楽演奏の総称。作品展示は川崎駅前タワー・リバーク3階の「アートガーデンかわさき」で、吹奏楽演奏は川崎ルフロンイベント広場で行われている。

## その他
- ビジネス教養科の設置に伴い、廃止となった「商業科」・「情報処理科」・「国際ビジネス科」と「ビジネス教養科」では制服が異なったデザインになっている。
- 自前のコンピューターが無かった時代は、授業で川崎市立工業高等学校の設備を使用するため、1.5kmほど離れた同校まで歩いて行った。

## 著名な出身者
- 与勇輝（中退） - 人形作家
- 宮城天 - サッカー選手
- 長谷川ヒロミ - ネイリスト[1]
- 近森克彦 - ハンドボール選手